# Francisco Mendo Trigoso
D. Francisco Mendo Trigoso (Casa da Quinta Nova, Matacães, Torres Vedras, 7 de janeiro de 1692 — Viseu, 19 de dezembro de 1778) foi um clérigo português, inquisidor do Tribunal do Santo Ofício de Lisboa e bispo de Viseu.

## Biografia

### Início de Vida
Francisco Mendo Trigoso nasceu a 7 de janeiro de 1692 na Casa da Quinta Nova, de seus pais, na freguesia de Matacães, concelho de Torres Vedras, filho de Francisco Mendo Trigoso e D. Antónia Teresa de Aragão. Vindo de uma família de académicos, seu bisavô, de mesmo nome, foi lente da Universidade de Coimbra e professor da Faculdade de Medicina, que mandou erguer a capela de S. Domingos de Carmões, no que era limite de seu morgado. O seu avô, e filho deste último, foi o primeiro administrador da paróquia de Carmões, e seu pai cursou Matemática, também na Universidade de Coimbra.

### Instrução Académica
Em 1710, desloca-se à Universidade de Coimbra, e matricula-se em Artes. No entanto, após tirar o bacharelato, matricula-se de novo, agora em Cânones, prevendo-se, assim, o que iria ser uma longa carreira eclesiástica.
Faz o bacharelato em 1715, licencia-se e doutorou-se dois anos depois, em 1717. Ainda em 1715, o seu tio, Reverendo Sebastião de Almeida Trigoso, padre da paróquia de São João do Mocharro, em Óbidos, fá-lo seu herdeiro e acaba por herdar, além de várias terras, vinhas e outros, metade da Quinta de Belo Jardim, na freguesia de Carmões.
Após a sua conclusão de grau académico em direito canónico, é promovido a deputado da Inquisição de Évora, e posteriormente deputado da Inquisição de Lisboa.

### Como Inquisidor de Lisboa
Na década seguinte, Francisco torna-se inquisidor do tribunal da inquisição de Lisboa, com sede no Palácio dos Estaus. Esta passagem pela Inquisição acabaria por moldar a sua personalidade de modo a alterar o seu percurso futuro como clérigo. Ao longo do tempo, vai demonstrando a sua aptidão, tanto em direito canónico como na elaboração e arquivamento dos processos recorrentes à Inquisição, o que, posteriormente lhe dará o convite e presídio do Conselho Geral da inquisição em Lisboa.
D. Jerónimo Rogado do Carvalhal e Silva, futuro bispo da Guarda, vai trabalhar com Francisco Mendo Trigoso no tribunal da Inquisição de Lisboa, e com este, elabora um culpeiro (compilação de cadernos organizados por deputados - membros do clero - contendo sínteses de culpas dos mais variados réus, bem como breves apontamentos calendarizados sobre processos e penas).
Fez, também, parte do Conselho Régio de D. José I.

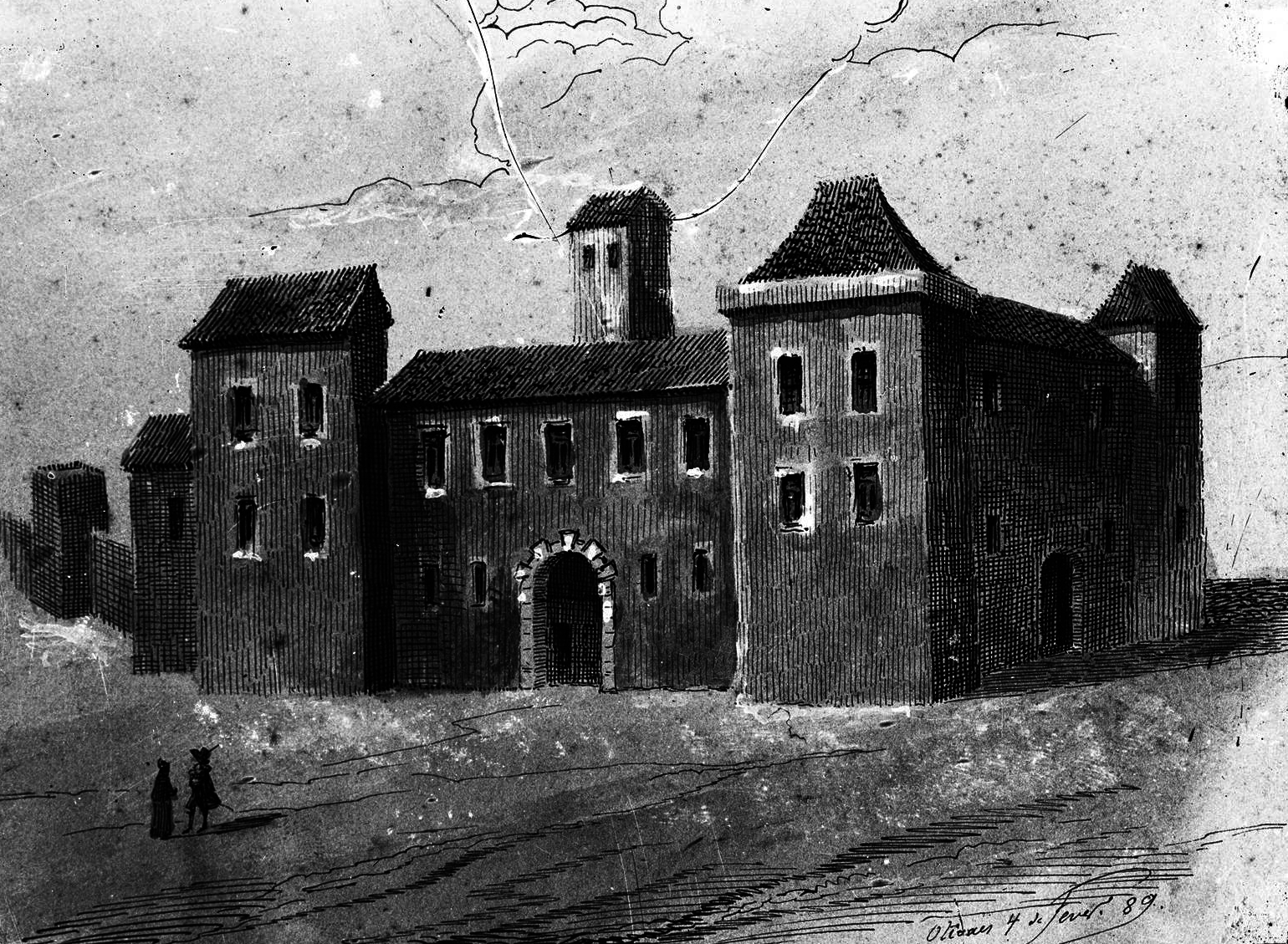
Palácio dos Estaus na primeira metade do século XVIII, sede do Tribunal do Santo Ofício em Lisboa

#### Caso da Maria Durão
A 17 de fevereiro, durante o seu trabalho na Inquisição de Lisboa, chega-lhe um processo, do qual vai ser o inquisidor do mesmo. Um indivíduo do sexo feminino, a quem se coloca o nome de Maria Durão. Nascida na Catalunha, ex-freira do Convento de Nossa Senhora do Paraíso de Évora, foi acusada de bruxaria e de pactos com o diabo, que alegadamente teria, para fazer crescer um pénis e de ter relações sexuais com mulheres. É um dos poucos casos em que uma mulher é acusada de conduta sexual como crime na história portuguesa.Ao mesmo tempo que este processo decorria em completo secretismo no Palácio dos Estaus, uma gazeta manuscrita, de 4 de Março de 1741, relataria os rumores sobre a “hermafrodita catalã”.
A 12 de setembro, é reunido o conselho de inquisidores de modo a determinar o futuro e a inocência, ou culpa, da catalã. Francisco Mendo Trigoso, seria, um dos principais defensores da culpa da mesma em ter feito um pacto com o demónio.

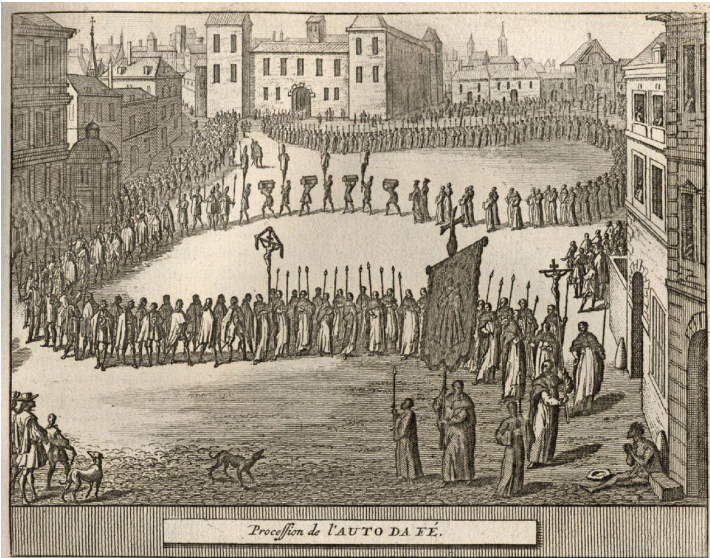
Auto de Fé no Rossio

Depois de interrogada, e mantida em cativeiro por três anos, é vítima de um auto de fé, a 21 de junho de 1744. A procissão começou nos Estaus às onze de manhã e terminou de frente da igreja de São Domingos, com quarenta e um arguidos, onde as sentenças foram lidas até à meia-noite. Foi chicoteada e exilada de Portugal, onde nunca mais voltou.
Dentro deste conjunto de arguidos, estava também um heresiarca, Pedro de Rates Henequim. Durante a leitura da sentença, este pede mesa, onde está o escrivão Manuel Afonso Rebelo e o inquisidor Francisco Mendo Trigoso. Pede clemência e perdão pelas suas acusações, mas de que nada lhe vale.
Nas décadas posteriores, Francisco vai ganhando um relevo maior no panorama eclesiástico português, e não só, tendo-se tornado o dono de várias terras, desde quintas em Loures, como a famosa Quinta do Inquisidor (nome derivado dele mesmo), adquirida em 1757, Anjos, entre outros.

### Como Bispo de Viseu
Depois de cinco anos de sede vacante na Diocese de Viseu, após a morte de D. Júlio Francisco de Oliveira, é selecionado a 5 de março de 1770 para designar o posto de bispo de Viseu. Depois de ordenado e confirmado a 6 de agosto de 1770 por bula papal pelo Papa Clemente XIV, Francisco Mendo Trigoso torna-se bispo de Viseu. A 24 de abril de 1771, redige um pastoral, no qual exorta aos seus diocesanos da prática de uma vida cristã mais perfeita, onde se denota a sua preocupação pela pureza espiritual da população em geral, o que corrobora com o seu trabalho desenvolvido na Inquisição no passado.
É um dos autores da compilação Miscellanea curiosa ecclesiastica para o estudo de Frei Vicente Salgado, da Congregação da Terceira Ordem de S. Francisco de Portugal.
Na sua terra-natal, faz melhoramentos, tanto em várias capelas como na Quinta Nova, e é de sua autoria a renovação da Igreja de S. Domingos de Carmões, onde consta uma pedra na fachada do edifício onde consta o mesmo. Seria para aqui, onde pretendia ser transladado após a sua morte.

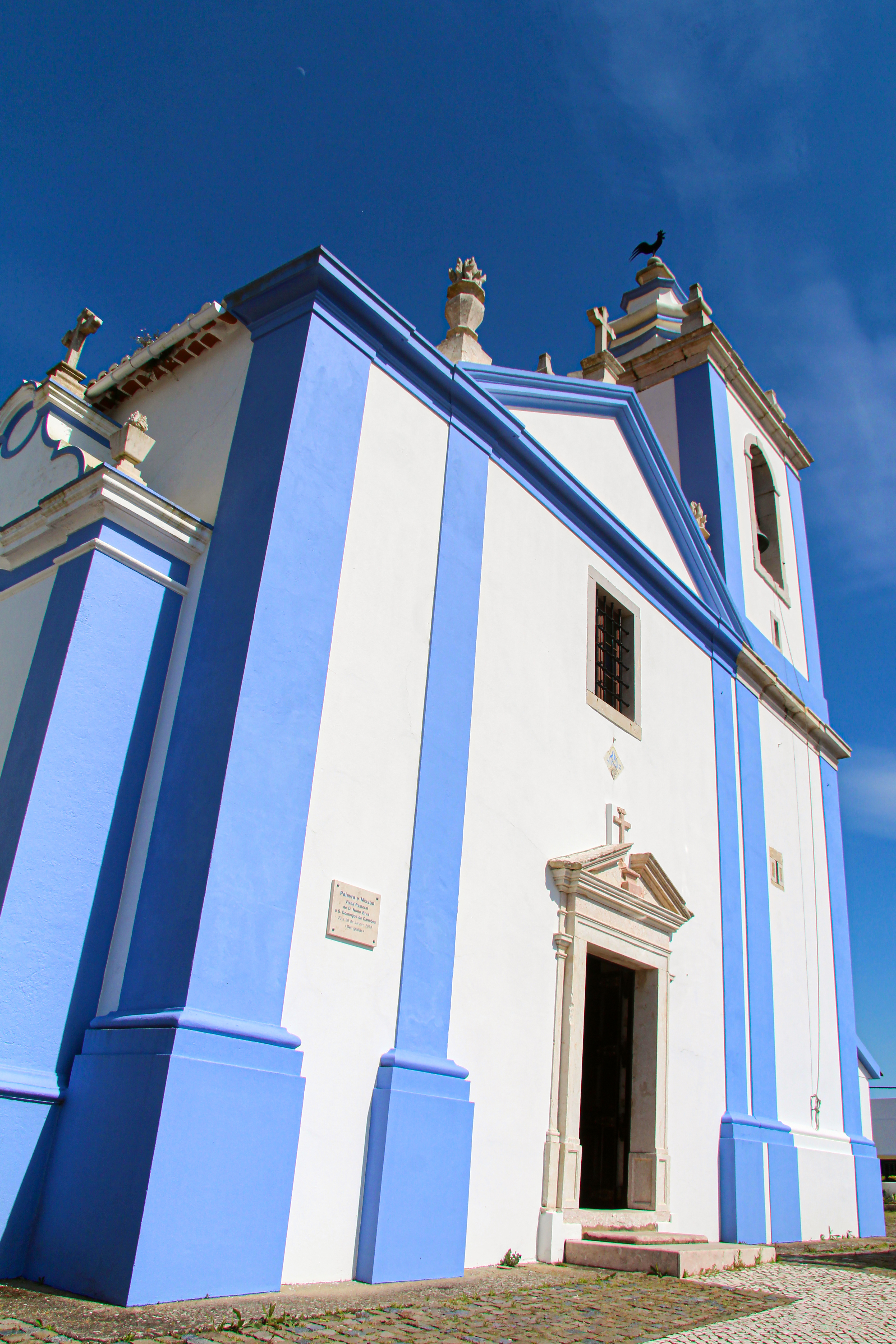
Igreja de S. Domingos de Carmões, Torres Vedras onde está sepultado

Em 1773, inaugura finalmente, após vinte e sete anos de obras, a igreja dos Terceiros, com missa solene.
Em março de 1777, nomeia o seu sobrinho e cónego prebendado da Sé Catedral de Viseu, Dr. Manuel Pais de Aragão Trigoso Pereira Magalhães, para presidir, em seu lugar, à eleição da nova abadessa e novas oficiais do mosteiro de Ferreira de Aves, o que denota já o seu estado de saúde débil.
Redige uma carta à Junta Eleitoral da província da Beira, em que se escusa, por razão de saúde, da escolha da sua pessoa para deputado pela mesma província; junto, existe a minuta de resposta da referida Junta a Francisco Mendo Trigoso.
Falece em Viseu, a 19 de dezembro de 1778, onde são realizadas as suas exéquias fúnebres na Catedral de Viseu, e onde é posteriormente transladado para a igreja de seus antepassados, na igreja de S. Domingos de Carmões, onde se encontra sepultado.

## Ligações Externas
- https://diocesedeviseu.pt/
- https://digitarq.arquivos.pt/details?id=7188012
- https://digitarq.arquivos.pt/details?id=2309369